# Ющенко Олександр Михайлович
Олекса́ндр Миха́йлович Ю́щенко (29 червня 1986 — 23 квітня 2024) — штаб-сержант Національної гвардії України, учасник російсько-української війни, що відзначився у ході російського вторгнення в Україну. Мав позивний «Капа».

## Життєпис
Народився 29 квітня 1986 року. Мешкав у Луцьку. Здобув військову освіту за фахом танкіста у 2005 році.
З 2014 року брав участь в АТО на сході України у складі спецпідрозділу «Омега» Національної гвардії України. У 2015 році був одним із засновників формування 4-ої бригади оперативного призначення НГУ «Рубіж». У 2018 році став командиром відділення у 25-й окремій бригаді охорони громадського порядку НГУ.
З початком російського вторгнення в Україну мобілізувався до складу Сил спеціальних операцій ЗСУ. Згодом перевівся до 5-ї окремої бригади НГУ. З квітня 2023 служив у складі 13-ї бригади оперативного призначення НГУ «Хартія» на посаді головного сержанта бригади.
Загинув 23 квітня 2024 року під час виконання бойового завдання в районі населеного пункту Долинське Дніпропетровської області.
Похований у секторі військових поховань на міському кладовищі Луцька в с. Гаразджа.

## Нагороди
- Орден «За мужність» III ступеня (13 жовтня 2022) — за особисту мужність і самовідданість, виявлені у захисті державного суверенітету та територіальної цілісності України, бездоганне служіння Українському народові, вірність військовій присязі[5].